# Lobogaster paradoxus
Genre
Espèce
Lobogaster paradoxus est une espèce d'insectes diptères nématocères de la famille des Anisopodidae.
C'est l'unique espèce du genre Lobogaster.